# P.C. Klæstrup
Pour les articles homonymes, voir Klæstrup.
P.C. Klæstrup, né à Copenhague (Danemark) le 29 mai 1820 et mort dans cette ville le 9 mars 1882, est un dessinateur danois.

## Biographie

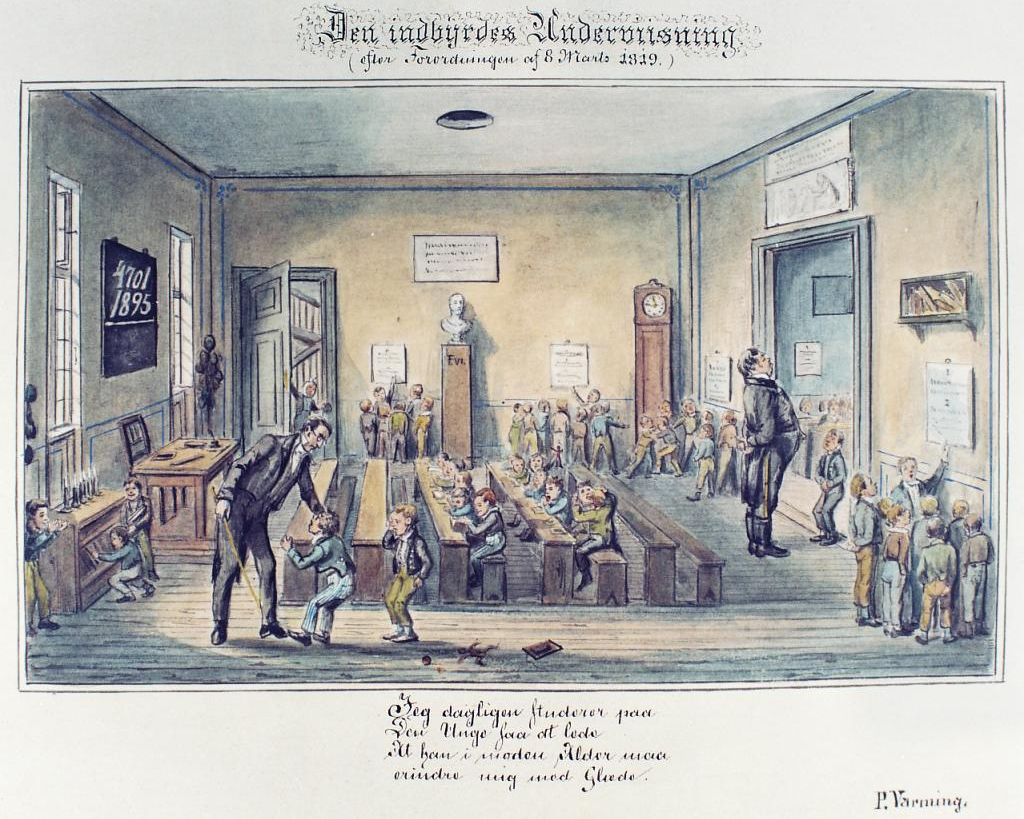
Illustration représentant l'école mutuelle, méthode Bell-Lancaster au XIXe siècle (par P.C. Klæstrup, avant 1882).